# 순빈 봉씨
순빈 봉씨(純嬪 奉氏)는 문종의 세자 시절 세자빈이다. 본관은 하음(河陰)이다.

## 생애
창녕 현감(昌寧縣監) 봉려(奉礪)의 딸이다. 1429년(세종 11) 음력 10월 15일 폐출된 휘빈 김씨의 뒤를 이어 세자빈에 책봉되었다. 봉씨의 아버지 봉려는 종2품 종부시소윤(宗簿寺少尹)으로 승진하였다.
남편과의 사이는 소원했다. 세자의 후궁인 승휘 권씨(훗날의 현덕왕후)가 임신을 하자 세자빈은 후사가 없는 자신의 위치가 위협받을 것을 두려워했고 바깥에 새어나갈 정도로 큰 소리를 내어 울기도 했다. 이에 세종이 "여러 후궁들이 있다고는 하나 정부인에게서 아들을 두는 것만큼 귀한 일이 있겠느냐"고 세자를 타일러 세자가 잠시 봉씨를 가까이 하기도 하였으나 봉씨는 상상임신을 했다가 이후 유산을 하였다고 거짓말을 했다. 또한 승휘 권씨를 못살게 구는 등 파행을 일삼았다.
1435년(세종 17) 11월 즈음해서부터 세자빈은 자신이 부리는 궁녀 소쌍(召雙)과 동침하였고 1436년(세종 18) 소쌍에게 자신의 혀를 빨도록 시켰으나 시아버지인 세종에게 발각되었다. 세종은 세자빈에게 아이가 없고 투기를 하는 것 등을 이유로 삼아 10월 26일 그녀를 폐출하였다.
순빈 봉씨의 아버지 봉려(奉礪)는 1436년(세종 18) 음력 7월 12일에 병으로 먼저 졸(卒)하였으며, 순빈 봉씨는 1436년(세종 18) 음력 10월 26일에 폐출되었다.

## 순빈 봉씨를 연기한 배우들
- 여민주 - 2008년 KBS 《대왕 세종》
- 정다은 - 2021년 KBS드라마스페셜 《그녀들》

## 같이 보기
- 문종
- 휘빈 김씨
- 현덕왕후